# 斯通氏鰭美洲鱥
斯通氏鰭美洲鱥（學名：Pteronotropis stonei），為輻鰭魚綱鯉形目雅羅魚科的其中一個種，分布北美洲美國南卡羅來納州的皮迪河至喬治亞州的薩蒂拉河流域，體長可達6.6公分，棲息在沙泥底質、植被生長的溪流，常見於殘礫與植物之中，生活習性不明。

## 扩展阅读
維基物種上的相關：斯通氏鰭美洲鱥